# 塔陶穴䳍
是䳍科穴䳍屬的一种鸟类。

## 特征
塔陶穴䳍体重约218.8克，翼长约123.3毫米，嘴峰长约24.9毫米，喙宽度约4.8毫米，喙厚度约5.3毫米，跗蹠长约32.5毫米，尾长约49.4毫米。塔陶穴䳍在其分布区内为留鸟，其栖息在半开放的中等高度的林地中。食性为草食性。

## 亚种
- ：分布于秘鲁西北部的马拉尼翁山谷。
- ：分布于秘鲁中西部（胡宁大区钱查马约谷）。
- ：分布于巴西东北部（马拉尼昂州、塞阿拉州、皮奥伊州、伯南布哥州和巴伊亚州）。
- ：分布于玻利维亚东部至巴拉圭、巴西南部和阿根廷北部。[4]